# Hoganite
L'hoganite è un minerale di acetato monoidrato di rame(II) descritto nel 2002 in base ad una scoperta avvenuta nella cava di Potosi, Broken Hill, Nuovo Galles del Sud, in Australia e approvato dall'IMA nel 2001. Il nome del minerale è stato attribuito in onore del collezionista di minerali australiano Graham P. Hogan che lo scoprì.
I minerali di acetato sono pochi, oltre all'hoganite ed alla paceite si conosce soltanto la calclacite che però si è formata in campioni conservati in un museo.
Alcune caratteristiche del minerale, come la sfaldatura, la solubilità e le caratteristiche ottiche, sono state determinate su cristalli ottenuti artificialmente a partire da una soluzione acquosa di acetato monoidrato di rame(II) per l'esigua quantità di materiale naturale.
Otticamente presenta un forte pleocroismo e non presenta fluorescenza ai raggi ultravioletti.

## Morfologia
L'hoganite è stata scoperta sotto forma di corti cristalli prismatici lunghi fino a 0,6 mm di forma tabulare di un certo spessore.

## Origine e giacitura
Il minerale è stato scoperto assieme alla paceite in un cappellaccio di ferro associato a goethite, ematite, quarzo, linarite, malachite, azzurrite, smithsonite ricca di rame e cerussite nei pressi di uno strato di foglie in decomposizione.